# Alex & Sierra
Alex & Sierra sono stati un duo musicale pop statunitense formatosi nel 2013, composto da Alex Kinsey (Florida, 8 settembre 1991) e Sierra Deaton (Filadelfia, 11 febbraio 1991) che ha vinto la terza e ultima stagione di The X Factor USA. Il loro mentore è stato Simon Cowell. È stato il primo e unico gruppo a vincere il programma. Il loro album di debutto It's About Us è stato pubblicato il 7 ottobre del 2014, mentre il loro EP As Seen On Tv è stato pubblicato il 30 settembre del 2016.
Il 1º settembre del 2017 Alex & Sierra annunciavano ai media di essersi lasciati da un anno e che non avrebbero continuato a produrre musica insieme, ma che avrebbero intrapreso delle carriere da solisti.

## Storia del gruppo
I due componenti del gruppo risiedono entrambi in Florida.
Nel 2013 il duo vinse la terza edizione di X-Factor USA.
Nell'ottobre 2014 hanno pubblicato il primo album in studio: si tratta di It's About Us. Al disco hanno collaborato tra gli altri Jamie Scott, Steve Mac, Martin Johnson, Jason Mraz, Sam Hollander e altri tra produttori e autori. Il disco ha raggiunto la posizione numero 8 della classifica Billboard 200.

## Formazione
Alex Kinsey

Nato a New Smyrna Beach (Florida) l'8 settembre 1991, è voce e chitarrista del duo. È figlio unico. Una delle sue maggiori ispirazioni musicali è Jason Mraz,di cui ha assistito a 8 concerti. Alex ha frequentato la New Smyrna Beach High School e The University of Central Florida. Attualmente sta producendo musica nella band BoTalks, un duo musicale composto da Alex e dal cantautore e produttore Johan Lindbrant.
Sierra Deaton

Nata a Filadelfia (Pennsylvania) l'11 febbraio 1991, è cresciuta a Orlando (Florida), e nel duo è voce. Sierra è di origini britanniche da parte del padre e vietnamite da parte della madre. Ha una sorella maggiore chiamata Lara Deaton. Ha frequentato la Lake Howell High School e The University Of Central Florida. Sierra balla da quando aveva due anni e ha studiato danza classica, jazz, hip-hop, tip tap, danza moderna, danza irlandese, e altre ancora. Ha gareggiato per undici anni e ha vinto tre titoli internazionali di ballo irlandese. Suona il pianoforte. Ad oggi non è più attiva come cantante, ma lavora dietro le quinte come autrice e produttrice, sebbene abbia prestato la sua voce in progetti come il singolo "Older" dei 5 Seconds of Summer (band del marito Luke Hemmings) e negli album da solista dello stesso Hemmings, When Facing the Things We Turn Away From e Boy.

## Discografia

### Album studio
- 2014 - It's About Us

### EP
- 2016 - As Seen On Tv

### Singoli
- 2014 - Scarecrow
- 2014 - Little Do You Know